# Salim Keddar
Salim Keddar, född 23 november 1993, är en algerisk medeldistanslöpare.
Keddar tävlade för Algeriet vid olympiska sommarspelen 2016 i Rio de Janeiro, där han blev utslagen i försöksheatet på 1 500 meter.